# Matsushita Susumu
Matsushita Susumu (松下 進 (Tùng Hạ Tiến) sinh 6 tháng 2 năm 1950) là họa sĩ tranh minh họa Nhật Bản, chuyên vẽ bìa cho tạp chí tin tức trò chơi điện tử Famitsu, sinh trưởng tại Fussa, Tokyo. được biết đến với kiểu thiết kế chịu ảnh hưởng từ truyện tranh Mỹ duy nhất của ông. Ngoài ra ông còn là người đảm nhiệm việc thiết kế linh vật Neppe cho Orix Buffaloes, Motor Toon Grand Prix và concept của game Maximo: Ghosts to Glory. Vợ là Naomi Grace, một ca sĩ jazz pop.

## Hoạt động
Là giám đốc đại diện cho công ty Susumu Matsushita, Susumu Matsushita Enterprise (Xí nghiệp Susumu Matsushita) (viết tắt: SME). Bắt đầu khởi nghiệp vào năm 1972, Matsushita là thành viên Hội Họa sĩ Minh họa Tokyo, thành viên Hội Họa sĩ Minh họa New York.
Tranh minh họa của Matsushita thường xuyên xuất hiện trong các tạp chí trò chơi điện tử bao gồm việc tạo bìa cho nhiều ấn phẩm như Famitsu (tạp chí mà Matsushita đã thiết kế linh vật Cáo Necky (ネッキー)). Matsushita còn chịu trách nhiệm trong khâu tạo linh vật cho nhiều tạp chí phụ khác của Famitsu bao gồm: 
- Satellaview Tsūshin (tạp chí mà Matsushita đã thiết kế ra Sóc Bay Sabi (Sabi Flying Squirrel) (サビー・ザ・フライング スクウィラル?)[3])
- Famitsu PS (tạp chí mà Matsushita đã tạo ra Chim Cánh Cụt Bros (Penguin Bros) (ペンギン・ブラザース?)[3])
- Game Boy Tsushin (tạp chí mà Matsushita đã tạo ra Dơi Buggy (Buggy the Bat) (バギー・ザ・バット?)[3])

Ngoài việc tạo ra nhân vật cho các tạp chí game, Matsushita còn phụ trách khâu thiết kể linh vật và nhân vật cho những sự kiện của ngành game như Nintendo Space World (Thế giới Không Gian Nintendo) (đây chính là nơi mà Matsushita đã thiết kế ra Thỏ May Mắn và đám bạn của nó), và cho một số trò chơi điện tử như loạt sê-ri Derby Stallion.

## Tác phẩm chính

### Thiết kế nhân vật
- Orix Buffaloes (bóng chày chuyên nghiệp) - Neppi Lipsey
  - Blue Wave thời kỳ năm 1991 (Lipsey từ năm 1999) đến năm 2010.
- Liên đoàn Đảo Shikoku, Kyushu (Liên đoàn Bóng chày Độc Lập)
  - Tạo linh vật trên logo toàn thể Liên đoàn và 4 đội Shikoku thời thành lập
- Gamba Osaka (J-League) – Gamba Boy
- Đại biểu Bóng đá Nhật Bản – Karappekarara
- NEC Blue Rockets (Men's V-League) – Apollo
- NEC Red Rockets (Women's V-League) – Luna
- NEC Green Rockets (Liên đoàn Toàn thể Bóng Bầu Dục Nhật Bản) – Mars
- JOMO Sunflowers (W-League) - Lys
- Space World (công viên giải trí ở thành phố Kitakyushu, tỉnh Fukuoka) – Thỏ May Mắn khác
- Liên minh xe hơi Nhật Bản (JAF) - Jackie
- Công ty công cộng đường Nhật Bản
- Hiệp hội Phòng chống Tội phạm Nhật Bản
- NTT DoCoMo Kyushu
- SSK
- Am/pm
- Fantasy Kids Resort
- Hello Escargon Island

### Bìa tạp chí
- Koper 21 (Kumon xuất bản)
- POPEYE (Magazine House)
- Famitsu (Enterbrain) - Nekki (CÁO NECKY)
  - Weekly Famitsu
  - Famitsu broth Monthly
  - Famitsu PLAYSTATION+
- Crossword Mate (Magazine Magazine) - Crossword Clown
- Deluxe Crossword (Magazine Magazine)
- Trên DVD (Kadokawa Shoten) - DATA KID
- Tokyo Walker (Kadokawa Shoten) - WILLIE WALKER
- Weekly Young Jump (Shueisha) - Mac Bear → Buddy Bear • Becky Bear
- Business Jump (Shueisha) - MURPHY MOUSE
- BIC PRESS (Bic Camera, Nikkei Home Publishing Inc.)

### Bìa sách mới
- Atama no Taisou (頭の体操) (từ sau tập 8) (Kobunsha)

### Kênh TV
- Bit the Cupid (TV Tokyo)
- MONKEY MAGIC (USA Network FOX)
- Katochan Kenchan Gokigen TV (加トちゃんケンちゃんごきげんテレビ) (opening anime)
- Eigo Made Asobo (英語であそぼ, Vui chơi tiếng Anh) (Nhân vật trên kênh giáo dục của NHK, được sử dụng từ năm 1990 – cho tới năm 1994).

### Game
- Elfaria Hudson (Hudson) (thiết kế nhân vật)
- Willy Wombat (Hudson) (thiết kế nhân vật)
- Down The World (ASCII) (thiết kế nhân vật)
- Series Takahashi Meijin Adventure Island (Hudson) (gói illustration, chỉ dành cho phiên bản Game Boy), SNES, NES, trừ bản port).
- MAXIMO (Capcom) (thiết kế nhân vật)
- Best Play Pro Baseball series (ASCII) (gói illustration, chỉ dành cho phiên bản NES)
- Derby Stallion Series (ASCII) (gói illustration, chỉ dành cho phiên bản NES, SNES)
- Motor Toon Grand Prix (SCE) (thiết kế nhân vật, gói illustration)
- Series of brain teasers Hui Duohu (Level Five)

### Bìa đĩa nhạc
- TREASURES (Yamashita Tatsuro)
- The Labyrinth Garden (Nakanishi Keizo)
- White Love (SPEED)

### Số khác
- Doubutsu Uranai (Bói động vật) (thiết kế nhân vật)
- Richard Hall (thiết kế bìa DVD)
- ABUNAI SISTERS (bản phác họa illustration. Spy action anime và mô hình hai chị em Kanou không thay đổi)

## Nhân vật liên quan
Trực thuộc công ty Susumu Matsushita Enterprise gồm:
- Miura Kenji
- Okude Keikyuu